# Tidaholms stad
Denna artikel handlar om den tidigare kommunen Tidaholms stad. För orten se Tidaholm, för dagens kommun, se Tidaholms kommun.
Tidaholms stad var en tidigare kommun i Skaraborgs län.

## Administrativ historik
Stadskommunen Tidaholms stad bildades den 1 januari 1910 (enligt beslut den 15 oktober 1909) genom en ombildning av Tidaholms köping, som 1 januari 1895 brutits ut ur kommunerna Agnetorp och Baltak.
Den 1 januari 1943 (enligt beslut den 13 februari 1942) utökades Tidaholms stads yta med ett område med 140 invånare omfattande en areal av 0,84 km², varav 0,82 km² land, från Baltaks landskommun, samt ett område med 1 179 invånare omfattande en areal av 9,42 km², varav 9,37 km² land, från Agnetorps landskommun. 1 januari 1944 (enligt beslut den 5 mars 1943) överfördes dels den inom Baltaks landskommun obebodda belägna delen av Marbotorp 1:4 omfattande en areal av 0,20 km², varav allt land, dels ett område inom Agnetorps landskommun med 31 invånare omfattande en areal av 0,08 km², varav allt land. Områdena 1943 och 1944 överfördes i alla hänseenden: kommunalt, administrativt, judiciellt, ecklesiastikt samt i avseende på fastighetsredovisningen.
Staden ombildades genom kommunreformen den 1 januari 1971 till Tidaholms kommun.

### Judiciell tillhörighet

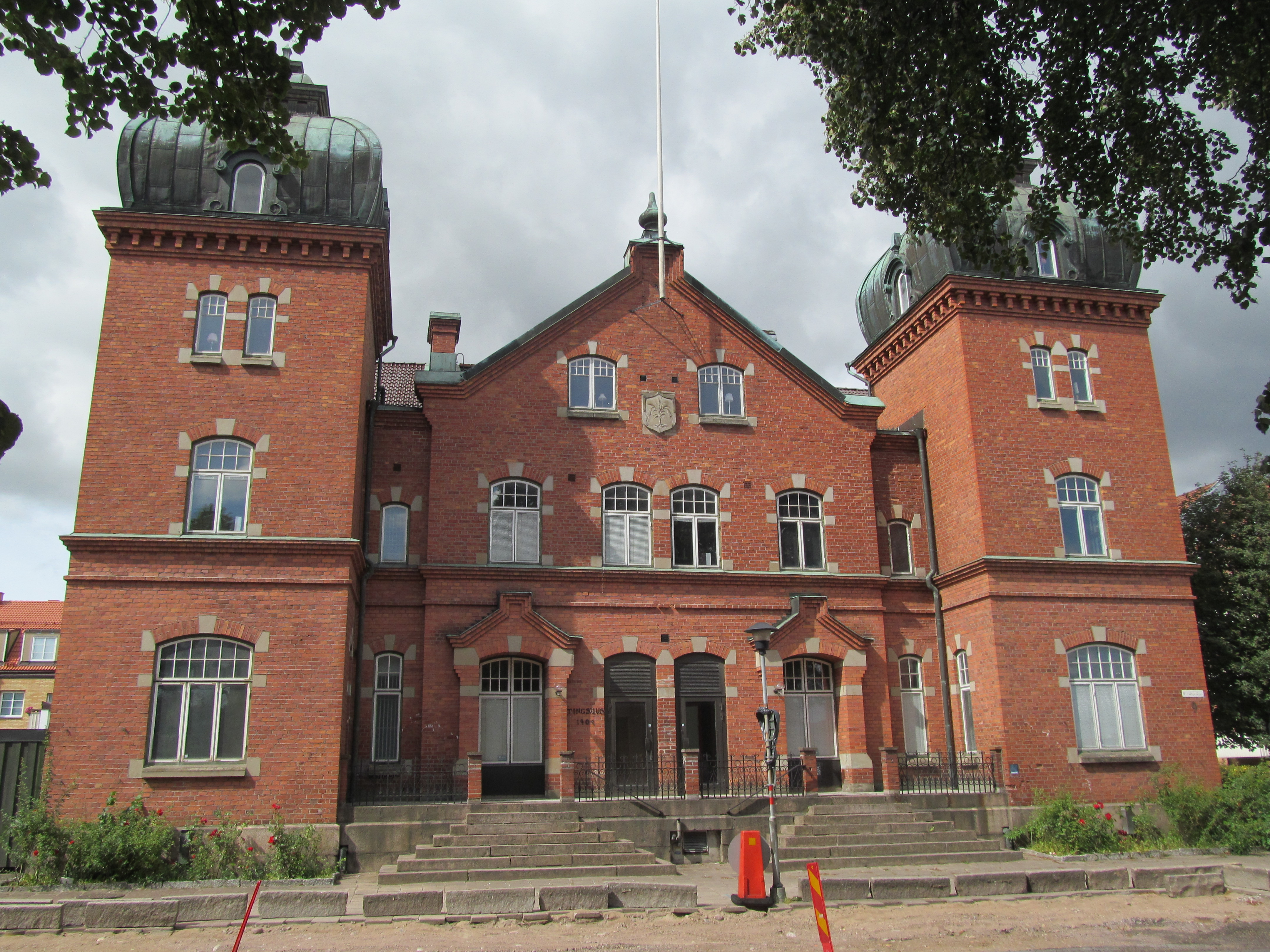
Tingshuset i Tidaholm, i bruk 1904-1971.

I likhet med andra under 1900-talet inrättade stadskommuner fick staden inte egen jurisdiktion utan låg fortsatt under landsrätt i Vartofta och Frökinds domsaga. Staden tillhörde Dimbo tingslag fram till 1 januari 1913 och därefter Vartofta och Frökinds domsagas tingslag.

### Kyrklig tillhörighet
I kyrkligt hänseende tillhörde staden Tidaholms församling, som bildats den 1 januari 1900 genom utbrytning ur församlingarna Agnetorp och Baltak.

### Sockenkod
För registrerade fornfynd med mera så återfinns staden inom ett område definierat av sockenkod 1845 som motsvarar den omfattning staden hade kring 1950.

## Stadsvapnet
Blasonering: En sköld av silver, däruti ett blått eldsprutande berg, häröver en blå chef med en uggla mellan tvenne kugghjul, allt av silver.
Vapnet utarbetades på 1910-talet. Det eldsprutande berget symboliserar tändsticksfabriken Vulcan, kugghjulen syftar på industri och ugglan är hämtad ur släkten von Essens vapen. Efter kommunbildningen övertogs vapnet oförändrat och registrerades i PRV 1974.

## Befolkningsutveckling
| Befolkningsutvecklingen i Tidaholms stad 1910–1970 | Befolkningsutvecklingen i Tidaholms stad 1910–1970 | Befolkningsutvecklingen i Tidaholms stad 1910–1970 | Befolkningsutvecklingen i Tidaholms stad 1910–1970 | Befolkningsutvecklingen i Tidaholms stad 1910–1970 |
| --- | -------------------------------------------------- | -------------------------------------------------- | -------------------------------------------------- | -------------------------------------------------- |
| |                                                    |                                                    |                                                    |                                                    |
| År |                                                    |                                                    | Folkmängd                                          |                                                    |
| 1910 | 1910                                               |                                                    | 4 718                                              |                                                    |
| 1915 | 1915                                               |                                                    | 4 565                                              |                                                    |
| 1920 | 1920                                               |                                                    | 4 612                                              |                                                    |
| 1925 | 1925                                               |                                                    | 4 578                                              |                                                    |
| 1930 | 1930                                               |                                                    | 4 816                                              |                                                    |
| 1935 | 1935                                               |                                                    | 4 443                                              |                                                    |
| 1940 | 1940                                               |                                                    | 4 532                                              |                                                    |
| 1945 | 1945                                               |                                                    | 5 797                                              |                                                    |
| 1950 | 1950                                               |                                                    | 5 926                                              |                                                    |
| 1955 | 1955                                               |                                                    | 6 031                                              |                                                    |
| 1960 | 1960                                               |                                                    | 6 622                                              |                                                    |
| 1965 | 1965                                               |                                                    | 6 970                                              |                                                    |
| 1970 | 1970                                               |                                                    | 7 497                                              |                                                    |
| Anm: För åren 1910, 1920 och 1930-1945: befolkning enligt folkräkning 31 december enligt den administrativa indelningen den 1 januari följande år. 1950 avser befolkning enligt folkräkning den 31 december enligt den administrativa indelningen den 1 januari 1952. 1915, 1925 och 1955 avser den kyrkobokförda befolkningen den 31 december enligt den administrativa indelningen den 1 januari följande år. 1960 och 1965 avser befolkning enligt folkräkning den 1 november enligt den administrativa indelningen den 1 januari följande år. 1970 avser befolkning enligt folkräkning den 1 november i det område som Tidaholms stad omfattade när den ombildades till Tidaholms kommun 1 januari 1971. |                                                    |                                                    |                                                    |                                                    |

## Geografi
Tidaholms stad omfattade den 1 januari 1952 en areal av 13,18 km², varav 13,08 km² land. När staden bildades den 1 januari 1910 omfattade den en areal av 2,64 km², varav 2,61 km² land.

### Tätorter i staden 1960
I Tidaholms stad fanns del av tätorten Tidaholma, som hade 6 622 invånare i staden den 1 november 1960. Tätortsgraden i staden var då 100,0 procent.

## Näringsliv

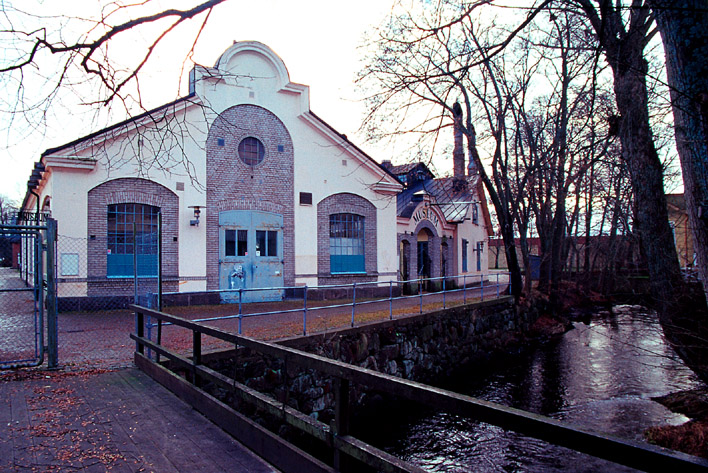
Tändsticksfabriken Vulcan i Tidaholm.

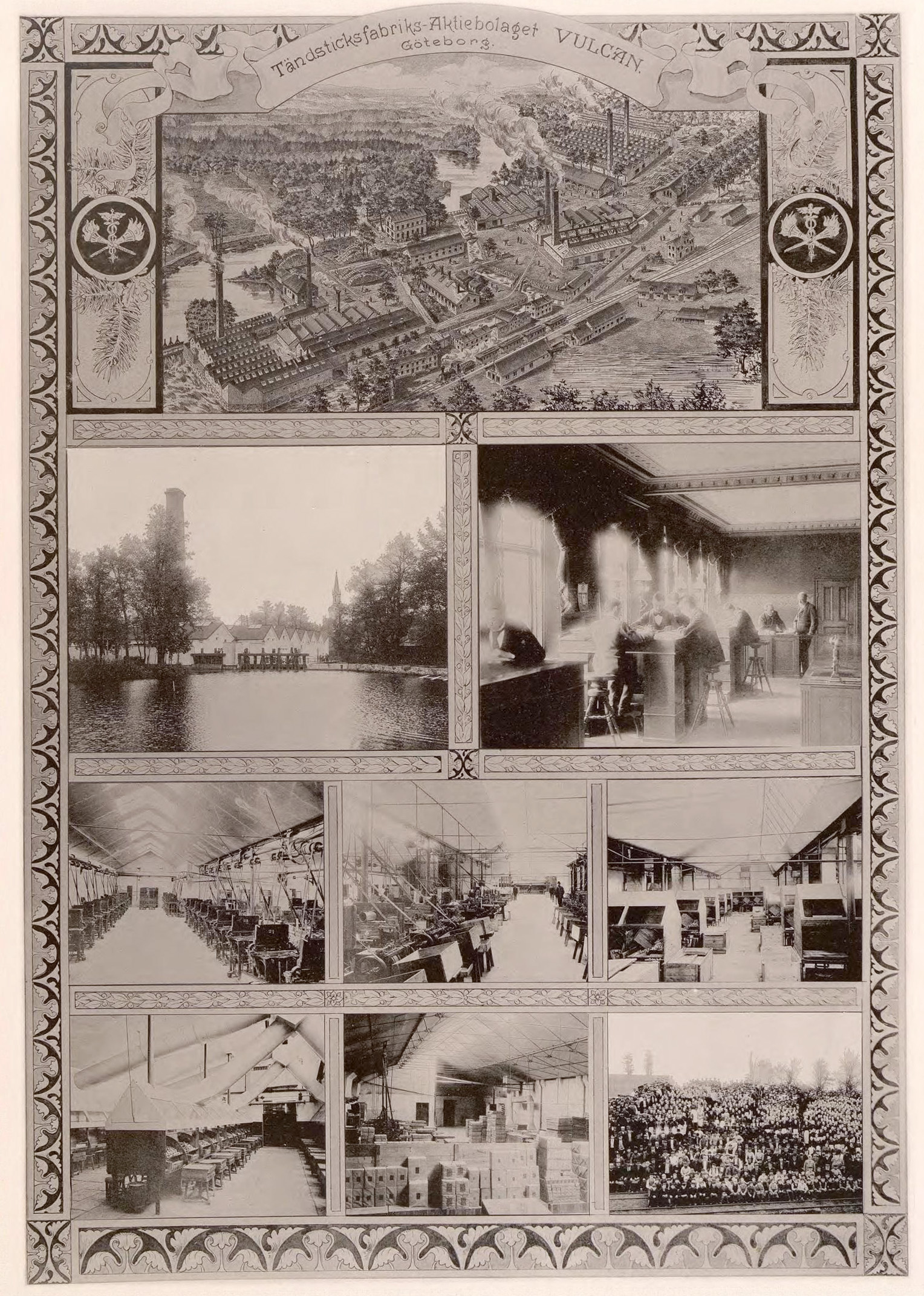
Tändsticksfabriken Vulcan presenterat i bildverket Sveriges industri - dess stormän och befrämjare omkring år 1900.

Vid folkräkningen den 31 december 1950 var stadens förvärvsarbetande befolkning (1 513 personer, varav 1 256 män och 257 kvinnor) uppdelad på följande sätt:
- 1 837 personer (67,4 procent) jobbade med industri och hantverk, varav 1 385 män och 452 kvinnor.
- 399 personer (14,6 procent) med handel, varav 219 män och 180 kvinnor.
- 202 personer (7,4 procent) med offentliga tjänster m.m., varav 85 män och 117 kvinnor.
- 155 personer (5,7 procent) med samfärdsel, varav 123 män och 32 kvinnor.
- 70 personer (2,6 procent) med jordbruk med binäringar, varav 69 män och 1 kvinna.
- 51 personer (1,9 procent) med husligt arbete, varav 0 män och 51 kvinnor.
- 12 personer (0,4 procent) med ospecificerad verksamhet, varav 12 män och 0 kvinnor.

78 av förvärvsarbetarna (2,9 procent) hade sin arbetsplats utanför staden.
Den detaljerade fördelningen av yrken för förvärvsarbetarna såg ut på följande sätt:
- 597 personer (21,9 procent) med kemisk-teknisk industri.
- 518 personer (19,0 procent) med metallindustri.
- 324 personer (11,9 procent) med varuhandel.
- 196 personer (7,2 procent) med textil- och sömnadsindustri.
- 194 personer (7,1 procent) med träindustri m.m.
- 164 personer (6,0 procent) med byggnadsverksamhet.
- 155 personer (5,7 procent) med samfärdsel.
- 91 personer (3,3 procent) med hälso- och sjukvård samt personlig hygien.
- 81 personer (3,0 procent) med livsmedelsindustri m.m.
- 75 personer (2,8 procent) med övriga inom handel.
- 62 personer (2,3 procent) jobbade med övriga inom offentliga tjänster m.m.
- 61 personer (2,2 procent) med jordbruk och boskapsskötsel.
- 51 personer (1,9 procent) med husligt arbete.
- 49 personer (1,8 procent) med undervisning och vetenskaplig verksamhet.
- 28 personer (1,0 procent) med el-, gas-, vattenverk m. m.
- 24 personer (0,9 procent) med läder-, hår- och gummivaruindustri.
- 17 personer (0,6 procent) med jord- och stenindustri.
- 14 personer (0,5 procent) med pappers- och grafisk industri.
- 12 personer (0,4 procent) med ospecificerad verksamhet.
- 9 personer (0,3 procent) med skogsbruk.
- 4 personer (0,1 procent) med ej specificerad industri.

## Politik

### Mandatfördelning i valen 1919–1966
| 6 | 6 | 5 | 8 |

| 22 |

| 5 | 6 | 5 | 9 |

| 24 |

| 2 | 6 | 8 | 9 |

| 25 |

|  | 13 | 4 |  | 6 |

| 25 |

|  | 14 |  |  | 4 |  | 3 |

| 25 |

| 2 | 15 |  | 4 | 3 |

| 25 |

| 3 | 17 | 2 | 3 |

| 25 |

| 3 | 17 | 3 | 2 |

| 25 |

| 3 | 15 | 5 | 2 |

| 24 |

| 2 | 16 | 5 | 2 |

| 22 |

| 2 | 15 | 6 | 2 |

| 23 |

| 3 | 15 | 4 | 3 |

| 23 |

| 2 | 16 |  | 4 | 2 |

| 22 |

| 3 | 13 | 2 | 4 | 3 |

| 22 |